# 체리 파킹
체리 파킹(cherry parking)은 가치에 비해 저평가되어 가격이 다소 낮은 기업의 주식을 골라 투자하는 행위를 말한다. 원래는 기업의 서비스나 제품 중 특정 상품만을 골라 구매하는 소비자들의 구매 행위를 일컫는 용어에서 유래한다. 때가 되면 설익은 체리도 무르익듯이, 경제적인 상황에 비해 가격변수가 큰 폭으로 낮아지면 다시 제자리를 찾게 되어있다는 데서 나온 용어이다.